# Plagioscion casattii
Plagioscion casattii es una especie de pez de la familia Sciaenidae en el orden de los Perciformes.

## Morfología
• Los machos pueden llegar alcanzar los 33 cm de longitud total.

## Hábitat
Es un pez de agua dulce, de clima tropical y bentopelágico.

## Distribución geográfica
Se encuentran en Sudamérica: río Orinoco (Venezuela ).

## Observaciones
Es inofensivo para los humanos.